# Nikolaj Fëdorovič Gamaleja
Nikolaj Fëdorovič Gamaleja, talvolta traslitterato in Nikolay Gamaleya (Odessa, 17 febbraio 1859 – Mosca, 29 marzo 1949), è stato un medico e scienziato russo di origine ucraina, tra i pionieri della microbiologia e della ricerca sui vaccini.
Fu membro dell'Accademia delle scienze dell'URSS e attraverso le sue ricerche in campo batterico e parassitario, identificò nei pidocchi i vettori del dermotifo e individuò il patogeno che causava il colera degli uccelli, che chiamò vibrione di Mečnikov, in onore del suo mentore. Gli è stato dedicato e intitolato il Centro nazionale di ricerca epidemiologica e microbiologica N. F. Gamaleja.